# Mâchon
Pour les articles homonymes, voir Machon.
Le mâchon est un casse-croute ou un repas matinal. C'est un terme utilisé dans la région Rhône-Alpes.

## Mâchon lyonnais
Dans la tradition gastronomique lyonnaise, il est servi aux heures matinales par des restaurants traditionnels. Il est généralement composé de cochonnaille ou de tripes, et arrosé de pots de beaujolais ou de mâconnais. Le mot mâchon est dérivé du verbe mâcher.
Le mâchon est un élément du patrimoine gastronomique lyonnais. Une confrérie, les Francs-Mâchons, contribue à son essor et à sa notoriété.
La tradition du mâchon vient directement des canuts, tisserands de soie de la Croix-Rousse, qui partageaient des repas traditionnels lyonnais dès l'aube, après des heures de travail.[réf. souhaitée] Le mâchon se veut simple et convivial.

### Plats
Ces plats peuvent composer le mâchon : cervelle de canut, tablier de sapeur, tripes et grattons lyonnais, andouillettes beaujolaises, ou encore andouillettes tirées à la ficelle.

### Francs-Mâchons

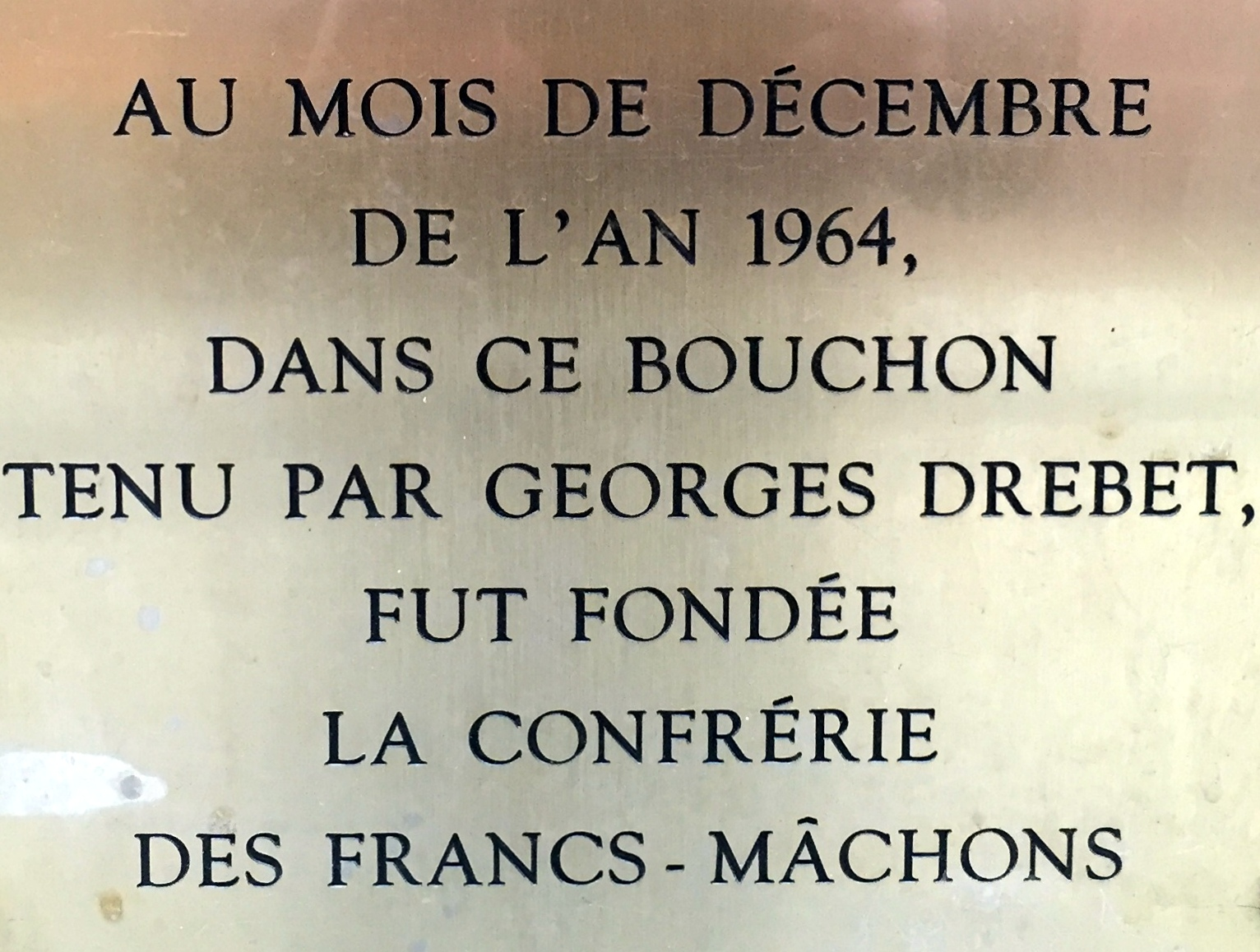
Plaque de la création de la confrérie en 1964 à Lyon.

Les Francs-Mâchons est une association philanthropique destinée à l'encouragement et à la connaissance du mâchon, ainsi que de son accompagnement par des vins locaux, principalement vins du beaujolais et du mâconnais.
Une cinquantaine d'établissements sont accrédités par la confrérie des Francs-Mâchons. Elle délivre un diplôme d'honneur aux établissements œuvrant pour la conservation et les règles de cette tradition lyonnaise.
Frédéric Dard a évoqué les Francs-Mâchons :

« Lorsque le premier café a chassé le dernier sommeil et que l’avant-premier vin blanc a aiguisé le nouvel appétit, le corps et l’âme pleinement disponibles sont en idéal état de “mange”. C’est l’instant du plat cuisiné, du vin fruité, de l’amitié que nulle fatigue n’affaiblit. L’heure où l’on boit doucement pour faire naître la soif sans gâcher la faim. L’heure où le soleil se lève sur les lumineux visages des Francs-Mâchons et leur dégouline dans le cœur via le gosier. Alors, à ce moment béni, capiteux, capital, les Francs-Mâchons savent que si Dieu n’existe pas, il fait en tout cas rudement bien semblant… »

— Frédéric Dard